# The North Stands for Nothing
The North Stands for Nothing — мини-альбом британской металкор-группы While She Sleeps. Группа записала альбом в домашней студии в период с января по апрель 2010 года. Он был выпущен лейблом Small Town Records 26 июля 2010 года, а затем был выпущен в виде делюкс-издания лейблом Good Fight Music, включающего сингл «Be(lie)ve» в качестве бонус-трека. Мини-альбом был спродюсирован Мэтом Уэлшем, ритм-гитаристом группы. Он получил в целом благоприятные отзывы, а рецензент Big Cheese Лаис Мартинс Уоринг назвал группу «очень многообещающей». В сочетании с обширными гастролями после его выхода, альбом способствовал значительному росту популярности группы.

## Предыстория и продвижение
The North Stands for Nothing был записан и спродюсирован в The Barn в Шеффилде (Англия), в период с 4 января по 28 апреля 2010 года. The Barn — это переоборудованный сарай, принадлежащий отцу гитариста Мэта Уэлша. Это помещение не является студией звукозаписи и просто описывается участниками группы как место, где они тусуются, веселятся и репетируют. Альбом был самостоятельно спродюсирован и смикширован Уэлшем, а затем сведён Тимом Тураном в Оксфорде (Англия). Говоря о процессе записи в ретроспективе, Уэлш сказал, что альбом занял много времени. Признав, что это было связано с их вечеринками, он шутливо предположил, что «это не заняло бы столько времени, если бы сидр Strongbow не был включён в альбом». Мини-альбом The North Stands for Nothing был выпущен 26 июня 2010 года на лейбле Small Town Records. За два дня до релиза While She Sleeps провели презентацию альбома в клубе The Plug в своём родном городе. Совместно с продюсерской компанией Get Deluxe группа сняла два клипа для продвижения треков с диска. В клипе на песню «Crows» группа выступает возле развалин неприметного здания. А в клипе на песню «Hearts Aside Our Horses» использованы живые кадры с шоу, посвящённого презентации альбома.
Позже в том же году группа подписала контракт с Good Fight Music на выпуск мини-альбома в Соединенных Штатах — первоначально он вышел 23 ноября 2010 года, только в виде цифрового скачивания. В следующем месяце группа подписала контракт с Doom Patrol на выпуск The North Stands for Nothing в Японии 22 декабря 2010 года. В феврале 2011 года альбом был полностью роздан в качестве бесплатного CD в одном из номеров журнала Metal Hammer. Когда вокалиста Лоуренса Тейлора спросили об этом решении, он сказал: «Надеюсь, это создаст больше фанбазы», а барабанщик Адам Сэвидж добавил: «Мы сами сделали альбом, поэтому у нас нет никаких долгов, и мы просто сказали: „Давайте раздадим его“». В январе 2011 года группа записала новый сингл в The Barn, а затем выпустила «Be(lie)ve» на Good Fight Music 15 марта 2011 года. Изначально сингл не входил в альбом, но был добавлен в качестве бонус-трека и выпущен в виде делюкс-издания CD в США 26 июля 2011 года. Позже в том же году While She Sleeps подписали соглашение с Shock Records о выпуске своего материала в Австралии и 9 декабря 2011 года было выпущено делюкс-издание альбома. 20 февраля 2012 года Small Town Records выпустила лимитированное издание 10-дюймовой виниловой версии оригинального альбома — 250 экземпляров белого цвета и 250 экземпляров прозрачного.

## Композиция
While She Sleeps, по общему признанию профессиональных рецензентов, являются металкор-группой и известны своим энергичным и агрессивным звучанием. Запись отличается техничным гитарным перебором, большими риффами, тяжёлыми басовыми линиями, грохочущими барабанами и кричащим вокалом. Отвечая на вопрос о своём звучании, Уэлш описал группу как имеющую «сырую британскую вибрацию», добавив, что им нравится сохранять свою музыку простой и «более тусовочной». Вокалист Тейлор добавил, что в их звучании «меньше чистого соло и больше энергии». Дом Уайатт из Dead Press! предложил группе придерживаться формы металкор-группы с поговоркой «не чини то, что не сломано». В интервью 2011 года вокалист Тейлор заявил, что название — The North Stands for Nothing — имеет два значения и что оно открыто для интерпретации. Объяснив, что, будучи родом с севера Англии, люди, которых группа знает, «не потерпят дерьма», он также заявил, что название означает, что неважно, откуда вы (географически), вы все равно можете «быть вовлечены» в музыку группы. Гитарист Уэлш добавил, что название отражает андеграундную сцену Великобритании и то, как люди приходят посмотреть на местную группу, которая является их друзьями, и уходят, не дождавшись других групп, сказав, что «так не должно быть». В интервью в 2011 году Уэлш объяснил, что текст песни «My Conscience, Your Freedom» посвящён правительству, особо отметив строчку «наши монеты могут заплатить за преступление». Отвечая на вопрос о сингле «Be(lie)ve», Уэлш сказал, что он о правительстве и религии. Тейлор пояснил далее: «Мы написали о том, как люди следуют за дерьмом и не задумываются о том, за чем они следуют».

## Отзывы
| Оценки критиков | Оценки критиков |
| Источник        | Оценка          |
| --------------- | --------------- |
| Big Cheese      | [ 1 ]           |
| Bring the Noise | [ 15 ]          |
| Dead Press!     | [ 16 ]          |
| Kerrang!        | [ 19 ]          |
| Lords of Metal  | 78/100          |
| Metal Hammer    | [ 21 ]          |
| The New Review  | [ 22 ]          |

Альбом получил положительные отзывы музыкальной критики и интернет-изданий. Несколько рецензентов отметили баланс между мелодичностью и более тяжёлыми элементами звучания While She Sleeps. Рецензент Metal Hammer Терри Безер особо отметил трек «Hearts Aside Our Horses», сказав, что это «урок того, как быть одновременно прогрессивным и хуковым». Адам Кеннеди из Kerrang! похвалил группу за то, что она придаёт металкору «своё собственное звучание». Он сказал, что они в равной степени проверяют и уважают условности жанра, особо отметив использование фортепианной интерлюдии на «Trophies» и предположив, что «отрывание голов — их сильная сторона». В своей рецензии для Big Cheese Лаис Мартин Уэйринг восторженно заявил, что группа «очень перспективна», сравнив её с Bring Me the Horizon, но при этом отметив, что While She Sleeps «заслуживают успеха сами по себе». Альбом также получил небольшую критику: несколько рецензентов обратили внимание на небольшую общую длину диска и сходство While She Sleeps с другими группами. Джен Рочестер в своей в целом благоприятной рецензии на The New Review отметила, что диск «заканчивается раньше, чем вы успеваете о нём подумать», и заключила, что «это определённо стоящая работа». Аналогичным образом, Дом Уайатт из Dead Press! сказал, что The North Stands for Nothing очень похож на Hollow Crown группы Architects, но это «трещащий дебют», которым While She Sleeps должны гордиться.

## Список композиций
Все песни написаны While She Sleeps.
| №                   | Название                       | Длительность |
| ------------------- | ------------------------------ | ------------ |
| 1.                  | «The North Stands for Nothing» | 4:22         |
| 2.                  | «Trophies»                     | 0:39         |
| 3.                  | «Crows»                        | 3:18         |
| 4.                  | «My Conscience, Your Freedom»  | 3:35         |
| 5.                  | «Lost Above the Arches»        | 1:21         |
| 6.                  | «Proud of the Demon in Me»     | 4:00         |
| 7.                  | «The Truth»                    | 2:27         |
| 8.                  | «Hearts Aside Our Horses»      | 4:05         |
| Общая длительность: | Общая длительность:            | 23:52        |

| №                   | Название            | Длительность |
| ------------------- | ------------------- | ------------ |
| 9.                  | «Be(lie)ve»         | 3:24         |
| Общая длительность: | Общая длительность: | 27:16        |

## Участники записи
- Лоуренс «Лоз» Тейлор — вокал
- Шон Лонг — лид-гитара, бэк-вокал
- Мэт Уэлш — ритм-гитара, вокал, фортепиано
- Ааран Маккензи — бас-гитара, бэк-вокал
- Адам «Сэв» Сэвидж — ударные, перкуссия

## История выхода
| Регион         | Дата            | Лейбл              | Издание      | Формат            | Ссылка |
| -------------- | --------------- | ------------------ | ------------ | ----------------- | ------ |
| Великобритания | 26 июля 2010    | Small Town Records | Оригинальное | Компакт-диск      | [ 5 ]  |
| США            | 23 ноября 2010  | Good Fight Music   | Оригинальное | Цифровые загрузки | [ 6 ]  |
| Япония         | 22 декабря 2010 | Doom Patrol        | Оригинальное | Компакт-диск      | [ 7 ]  |
| США            | 26 июля 2011    | Good Fight Music   | Делюксовое   | Компакт-диск      | [ 11 ] |
| Австралия      | 9 декабря 2011  | Shock Records      | Делюксовое   | Компакт-диск      | [ 12 ] |
| Великобритания | 20 февраля 2012 | Small Town Records | Оригинальное | Грампластинка     | [ 13 ] |